# 마이크로로봇
마이크로로봇(Micro-robot)은  MEMS 기술, Nano 기술, Bio 기술 등의 요소기술들에 기반을 둔다. 지름 1mm 이하 크기 로봇을 마이크로 로봇이라고 하는데, 혈관 속을 타고 다니면서 병변 관찰 및 제거에 활용된다. 치료 (Therapeutic) 및 검사용 (Dignostic) 의료용 (Biomedical) 마이크로 로봇개발이 현재 활성화되고 있다. 마이크로 로봇은 크게 구동부, 센싱부, 동력원부, 무선송수신부로 구성되며, 특히 구동부, 센싱부, 동력원부가 기본적으로 매우 주요한 구성 요소가 된다. 현재 가장 어려운 기술해결과제는 마이크로 크기로 작은 구동부와 동력부를 제작하기에 상당히 어려운 단점이 존재한다는 것이다.

## 한국의 기술수준

### 지금까지의 기술개발
- 전남대학교 로봇연구소 박종오 소장은 세계 최초 대장내시경로봇 개발(2001) 및 상용화(2005), 캡슐내시경 개발(2003) 및 상용화(2005), 세계 최초 혈관치료용 마이크로로봇(2010), 세계 최초 박테리아 나노로봇개발(2013), 면역세포기반 마이크로로봇(2016)등의 성과를 냈다. 또 '수술로봇제어기술', '재활용 케이블로봇','뇌수술 로봇' 등의 기술을 보유하고 있으며, 상용화를 목표로 연구 개발에 주력하고 있다. 전남대로봇연구소의 마이크로의료로봇 특허출원이 세계 1위로 독창적인 기술력을 보유하고 있다.[3]
- 2017년 전남대 마이크로의료로봇센터(센터장 박종오)는 관절연골 치료용 줄기세포 마이크로로봇을 개발했다.[4]
- 전남대 연구팀, 암 치료용 '마이크로 로봇' 최초 개발했다.[5]
- 부경대 이상윤 교수는 2012년에 나노기술을 적용하여 인체의 미세한 혈관에서 자유롭게 이동가능하며 노폐물 등을 제거할 수 있는 자체 추진기 장착의 의료용 마이크로로봇을 세계 최초로 개발했다.[6]
- 2013년 10월에 미국 로봇산업협회장 제프리 번스타인은 한국의 의료용 로봇의 경우 전 세계적으로 앞서 가고 있다고 평가했다. 관련 전문가들은 향후 5년 안에 한국의 의료용 첨단 로봇이 세계 시장을 석권할 수 있을 것으로 기대했다.[7]
- 2010년 전남대 로봇연구소는 세계 최초로 지름 1mm, 길이 5mm의 마이크로 로봇으로 강한 혈류와 혈압이 있는 미니피그(돼지)의 막힌 혈관을 뚫는 실험에 성공했다.[8]
- 부경대 이상윤 교수는 유체가압 방식을 활용해 전자기장 방식을 넘어선 미세 컨트롤을 구현에 성공했다. 이 기술은 혈압 반대 방향으로 마이크로 로봇을 움직일 수 있으며, 기존 전자기장 방식이 가진 대부분의 문제점을 해결했다.[9]

### 한국동향
- 현재 전남대 첨단캠퍼스에 31규모의 마이크로의료로봇센터(Medical MicroRobot Center)가 유치되었다.[10]
- 전남대 로봇연구소에서는 혈관치료용 마이크로로봇을 사람과 비슷한 돼지의 혈관에 집어넣어 이동시키는 실험을 준비하였다.[11]
- 대한민국 지자체 중에서는 광주시가 현재 이 분야 발빠르게 대응하고 있다. 광주시는 마이크로 의료로봇센터 구축 사업에 2014년 예산으로 국비 15억원을 확보했다.[12]
- 부경대 이상윤 교수의 마이크로로봇기술개발로 현재 한국은 혈관탐사 마이크로로봇 분야에서 경쟁국인 미국, 일본, 이스라엘보다 앞선 수준이다. 현재 한국은 의료 마이크로 나노 로봇기술에 있어, 주도국이며, 특히 혈관 마이크로 나노 로봇은 한국이 세계에서 유일하며 기술개발을 주도하고 있다.[13]
- 원천 기술 개발부문에서 이상윤 부경대 공간정보시스템공학과 교수는 세계 최초로 혈류를 거슬러 올라가며 구동하는 마이크로 로봇 개발에 성공했다.[14]
- 2012년 부경대 이상윤 교수는 나노기술을 적용하여 자체 추진기로 인체의 미세한 혈관에서 자유롭게 이동하면서 노폐물 등을 제거할 수 있는 의료용 마이크로로봇을 세계 최초로 개발했다. 이후 마이크로 로봇을 이용한 가상현실체험 관련 특허를 소개하고 2030년 무렵보다 오히려 더 빠른 시일에 가상현실체험이 가능할 수 있다고 예측하였다.[15][16]

## 같이 보기
- 인공지능

## 참고
1. ↑  “보관된 사본”. 2015년 9월 24일에 원본 문서에서 보존된 문서. 2015년 8월 7일에 확인함.
2. ↑  http://academic.naver.com/view.nhn?doc_id=56568073&dir_id=0&page=0&query=%EC%9D%B4%EC%83%81%EC%9C%A4%EB%A7%88%EC%9D%B4%ED%81%AC%EB%A1%9C%EB%A1%9C%EB%B4%87&ndsCategoryId=10512 SWOT분석을 통한 한국 마이크로 로봇의 발전방안 이상윤 윤홍주 884쪽
3. ↑  http://www.kwangju.co.kr/read.php3?aid=1501686000610385004
4. ↑  http://www.etnews.com/20170517000215
5. ↑  http://www.etnews.com/20160727002392
6. ↑  “보관된 사본”. 2015년 9월 24일에 원본 문서에서 보존된 문서. 2015년 8월 7일에 확인함.
7. ↑  http://www.ytnscience.co.kr/program/program_view.php?s_mcd=0082&s_hcd=&key=201310281109125734
8. ↑  http://www.segye.com/content/html/2010/05/16/20100516001878.html
9. ↑  http://www.etnews.com/201208160448
10. ↑  “보관된 사본”. 2013년 12월 3일에 원본 문서에서 보존된 문서. 2013년 11월 28일에 확인함.
11. ↑  http://www.hani.co.kr/arti/science/science_general/610883.html
12. ↑  http://www2.enewstoday.co.kr/sub_read.html?uid=301960&section=sc89
13. ↑  “보관된 사본”. 2015년 9월 24일에 원본 문서에서 보존된 문서. 2015년 8월 7일에 확인함.
14. ↑  http://www.etnews.com/201208310278
15. ↑  특집 의료로봇의 세계 마이크로 의료로봇 한국기술이 세계최고, 마이크로 의료로봇 http://www.robon.co.kr/news/view.html?section=84&category=88&no=1963 보관됨 2015-09-24 - 웨이백 머신
16. ↑  가상현실과 현실을 구분할 수 없다면? 가상현실 눈앞으로 다가오다 (3)글 변지민 (과학동아 기자)